# ابرتسهاوزن
ابرتسهاوزن (به آلمانی: Ebertshausen) یک شهر در آلمان است که در Verbandsgemeinde Katzenelnbogen واقع شده‌است. ابرتسهاوزن ۱۳۳ نفر جمعیت دارد.